# Hypokopelates anta
Hypokopelates anta är en fjärilsart som beskrevs av Henry Trimen 1862. Hypokopelates anta ingår i släktet Hypokopelates och familjen juvelvingar. Inga underarter finns listade i Catalogue of Life.